# Перес Лопес, Хуан Карлос
Хуа́н Ка́рлос Пе́рес Ло́пес (исп. Juan Carlos Pérez López; 30 марта 1990, Мадрид, Испания) — испанский футболист, защитник греческого клуба «Арис».
За высокую стартовую скорость Хуан Карлос получил прозвище «Испанская Борзая».

## Клубная карьера
Хуан — воспитанник мадридского «Реала». 3 октября 2010 года в матче против «Депортиво Ла-Корунья» Карлос дебютировал в Ла Лиге, заменив во втором тайме Анхеля Ди Марию. В 2011 году устав сидеть на лавке он перешёл в португальскую «Брагу». Для получения игровой практики Хуан сразу же был отдан в аренду в «Сарагосу». 11 сентября в матче против «Райо Вальекано» он дебютировал за новую команду. 22 сентября в поединке против «Бетиса» Карлос сделал дубль, забив свои первые голы за «Сарагосу».
Летом 2012 года он на правах аренды стал футболистом «Бетиса». В матче против «Атлетика» из Бильбао Хуан дебютировал за новую команду. За «Бетис» он отыграл два сезона, став основным футболистом команды.
Летом 2014 года «Брага» вновь отдала Карлоса в аренду. Его новым клубом стала «Гранада». 23 августа в матче против «Депортиво Ла-Корунья» он дебютировал за новую команду. По окончании сезона Хуан на правах аренды был отдан «Малаге». 21 августа в матче против «Севильи» он дебютировал за «анчоусов», заменив во втором тайме Рикарду Орта. 24 октября в поединке против «Депортиво Ла-Корунья» Хуанкар забил свой первый гол за «Малагу». Летом 2017 года он подписал с клубом контракт на постоянной основе.